# Autobusová doprava v závazku veřejné služby v Libereckém kraji
Autobusovou dopravu v závazku veřejné služby v Libereckém kraji zajišťuje především několik dominantních dopravců, kteří jsou nástupci někdejších okresních provozoven a podniků ČSAD. Roku 2012 kraj rozhodl, že ve výběrovém řízení určí dopravce pro roky 2014–2024, toto výběrové řízení je však značně kontroverzní. Od roku 2009 pokrývá celé území kraje integrovaný systém IDOL.

## Historie
Antonie Ducke provozoval(a) od 1. května 1905 autobusovou linku Mimoň – Osečná – Křižany. Od května 1910 do začátku války v roce 1914 jezdila též soukromá autobusová letní linka společnosti Automobil-Omnibus-Linien-Niemes-Hammer am See-Kriesdorf Gesellschaft m. b. H. v trase Mimoň – Vartenberk (Stráž pod Ralskem) – Křižany. V roce 1909 je též doložena existence soukromé linky v trase Jablonec nad Nisou – Lučany nad Nisou.
První dvě státní poštovní autobusové linky v oblasti, v trase Dubá – Liběchov a Dubá – Doksy, zřídila C. k. provozní správa státních autobusových linií v Dubé 30. července 1908. V prosinci 1909 přibyla linka Dubá – Jestřebí, čímž se správa v Dubé spolu s pardubickou a opavskou stala jednou ze tří největších autobusových správ v českých zemích; v červenci 1914 ujely dubské autobusy 7751 km a přepravily 6995 cestujících, čímž se po Opavě umístila tato správa na druhém místě. Provoz dubských linek byl z důvodu válečného stavu ukončen 29. července 1914.
Z poštovních autobusových linek provozovaných k roku 1929 na území dnešního Libereckého kraje zasahovaly linky:
- 771 Dubá – Liběchov
- 773 Bělá pod Bezdězem, nádraží – Bělá pod Bezdězem, poštovní úřad
- 775 Český Dub – Hodkovice
- 776 Dubá – Doksy
- 781 Jičín – Lomnice nad Popelkou
- 792 Semily – Vysoké nad Jizerou
- 821 Dubá – Dřevčice – Česká Lípa
- 821a Dubá – Jestřebí – Česká Lípa
- 826 Dubá – Štětí

Žádná z 9 autobusových linek ČSD v roce 1929 do území dnešního Libereckého kraje nezasahovala. Po začlenění dosavadní Správy poštovní automobilní dopravy, dominantního státního dopravce, do ČSD v letech 1933–1934 existovala podle ročenky pro rok 1938 autospráva ČSD Česká Lípa, pod niž patřily garáže Dubá a Mladá Boleslav a pobočné garáže Bělá pod Bezdězem, Bor u České Lípy, Cvikov, Děčín, Litoměřice dolní nádraží, Jablonec nad Nisou, Nové Benátky, Turnov.
Ve 30. letech je již doložena i městská autobusová doprava v Liberci a Jablonci nad Nisou.
Za druhé světové války část území připadla se Sudetami do Říše. Automobilová doprava Protektorátních drah Čech a Moravy obsluhovala v roce 1943 například linky:
- 1503c Turnov – Vysoké nad Jizerou
- 1503e Jilemnice – Dolní Kalná

V roce 1949 bylo v Libereckém kraji zestátněno několik dosud soukromých tratí:
- 506049 Držkov – Železný Brod (R. Prousek, Držkov)
- 506086 Jilemnice – Lomnice nad Popelkou (J. Vohnout, Jilemnice)
- 506101 a 506102 Lomnice nad Popelkou – Turnov (V. Dvořák, Lomnice nad Popelkou)
- 506232 Semily – Jilemnice (V. Dvořák, Lomnice nad Popelkou)
- 506233 Semily – Železný Brod (K. Myslivec, Semily)

Od roku 1949 zajišťovaly dopravu v kraji provozovny národního podniku či národních podniků ČSAD. Ty byly v letech 1952–1960 organizovány podle tehdejších krajů, v letech 1960–1963 podle okresů a od roku 1963 podle nových krajů. Okresy Česká Lípa, Liberec a Jablonec nad Nisou spadaly do působnosti podniku Československá státní automobilová doprava, národní podnik, Ústí n. L. (závod 402 Česká Lípa s provozovnami Nový Bor, Mimoň, Dubá, závod 406 Liberec s provozovnami Český Dub, Frýdlant, Hrádek nad Nisou, závod 405 Jablonec nad Nisou s provozovnami či středisky Tanvald, Železný Brod) a okres Semily do působnosti podniku Československá státní automobilová doprava, národní podnik, Hradec Králové (závod 511 Semily s provozovnami Turnov, Rokytnice nad Jizerou, Jilemnice, Lomnice nad Popelkou).
Na konci roku 1988 se oba krajské národní podniky transformovaly na státní podniky o stejném územním rozsahu. Na začátku roku 1991 se vyštěpil podnik Československá automobilová doprava Liberec, státní podnik, který se od ledna 1999 přeměnil na akciovou společnost ČSAD Liberec a. s. ČSAD Ústí nad Labem se začátkem roku 1991 přeměnilo ze státního podniku na akciovou společnost, z niž se v květnu 1992 odštěpila ČSAD Jablonec nad Nisou a. s. a v listopadu 2004 v návaznosti na zřízení samosprávných krajů (leden 2000) se ČSAD Ústí nad Labem a. s. rozdělilo podle na Dopravní podnik Ústeckého kraje a. s. a ČSAD Česká Lípa a. s.
Východočeský podnik ČSAD byl postupně privatizován do podniků okresního formátu, podnik ČSAD BUS Semily a. s. vznikl na začátku roku 1994, roku 1997 byl přejmenován na ČSAD Semily a. s. Nějaký čas byl součástí skupiny ČSAD Invest, z níž se kolem podzimu 2005 vymanil. V prosinci 2010 byly ČSAD Semily a. s. a ČSAD Jablonec nad Nisou a. s. sloučeny do nové společnosti BusLine a. s.

## Integrovaný dopravní systém Libereckého kraje
V roce 2009 bylo celé území kraje ve dvou fázích začleněno do nově vytvořeného integrovaného dopravního systému IDOL, spočívajícího v zavedení zónového relačního tarifu zahrnujícího autobusovou i železniční dopravu a vzájemném uznávání čipové karty Opuscard jako předplatní jízdenky i elektronické peněženky. IDOL při svém zavedení neměl žádné zvláštní číslování a značení linek; od 11. prosince 2011 v rámci projektu „Optimalizace veřejné dopravy, oblast Frýdlantsko“ byly očíslovány první tři železniční linky (L6, L61 a L62) a autobusové linky na Frýdlantsku (071, 072, 641, 642, 645, 650, 651, 652, 659, 660, 661, 662, 669, 670, 671, 672). Zkrácené označení linky bývá totožné s posledním trojčíslím licenčního čísla linky (například linka 670353 Turnov – Troskovice, Křenovy je značena jako 353).

## Městská autobusová doprava
Vlastní systémy městské hromadné dopravy mají Liberec, Jablonec nad Nisou a Česká Lípa, dvě městské autobusové linky jezdí v Turnově. Některé rysy městské dopravy mají místní linky ve městech Nový Bor, Mimoň, Semily, Harrachov, Tanvald či skibus v Rokytnici nad Jizerou, které však oficiálně status městské autobusové dopravy nemají.

## Dopravci

### Do roku 2014
Autobusovou dopravu v systému IDOL zajišťují dopravci ČSAD Česká Lípa a. s. (Českolipsko), BusLine a. s. (vzniklá fúzí ČSAD Semily a. s. a ČSAD Jablonec nad Nisou a. s.; Jablonecko, Turnovsko, Semilsko, Podkrkonoší), ČSAD Liberec a. s. (Liberecko, Frýdlantsko, Českodubsko), Krkonošská autobusová doprava (Podkrkonoší), OSNADO (oblast Nové Paky), TRANSCENTRUM bus (Podbezdězí) a Compag CZ (Mimoňsko).
S ČSAD Liberec, a.s., ČSAD Česká Lípa a.s. a s BusLine a.s. (původně s ČSAD Semily a. s. a ČSAD Jablonec nad Nisou a. s.) byly bez výběrového řízení uzavřeny smlouvy na období od 1. ledna 2004 do 31. prosince 2014.
V roce 2014 zajišťovala BusLine a. s. přibližně 50 % autobusové dopravy v kraji, ČSAD Česká Lípa a. s. zhruba 30 % a ČSAD Liberec a. s. přibližně 20 %.

### Výběrové řízení
V roce 2012 kraj rozhodl o vyhlášení otevřených výběrových řízení na období let 2014–2024, s výjimkou území měst a jejich blízkého okolí obsluhovaného primárně městskou hromadnou dopravou. V květnu 2012 kraj předpokládal zahájení zadávacího řízení na začátku července 2012. Soutěž vypsal v červnu 2012. Veřejná zakázka byla rozdělena na tři části, které jsou tvořeny skupinami spojů tvořících logické dopravně-provozní celky, Sever (Liberecko), Západ (Českolipsko) a Východ (Semilsko-Jablonecko) (Deník.cz zaměnil Západ s Východem).
Při výběru z nábídek má být kombinováno hodnocení nabídkové ceny a závazku uchazeče k zajištění co nejvyšší kvality plnění.
Celková hodnota zakázky je 4,2 miliardy Kč či 4,074 miliardy Kč.
Zpočátku lídr opozičních Starostů pro Liberecký kraj Martin Půta kritizoval příliš velkou váhu subjektivního názoru hodnotitelské komise (podmínky jako stáří autobusů se podle něj měly stát nepodkročitelnými podmínkami, bez nichž se nelze vůbec přihlásit, aby tak soutěž byla transparentní a otevřená) a kritizoval, že tvrdé podmínky výběrového řízení vylučují výhru některých menších dopravců. Náměstek hejtmana Martin Sepp (ČSSD) podmínky obhajoval s tím, že právě množství kritérií činí soutěž tvrdší, díky čemuž vyhraje jen ten opravdu dobrý uchazeč. Po převzetí agendy po krajské radě ČSSD nová koalice upravila některé parametry, například zmírnila kvalifikační požadavky a v hodnocení přenesla větší důraz (90 % místo 70 %) na cenu a váhu subjektivních parametrů snížila ze 30 % na 10 %. V květnu 2013 schválilo zadávací podmínky krajské zastupitelstvo. V červnu 2013 rada kraje rozhodla pokračovat ve výběrovém řízení i přes nesouhlas jednoho z koaličních partnerů, Změny pro Liberec. Změna pro Liberec se na jednání rady kraje neúspěšně pokoušela zmírnit požadavky na stáří vozidel, parametr odježděných kilometrů a počet autobusů v daných oblastech, avšak Starostové pro Liberecký kraj ji přehlasovali. Podle zadávacích podmínek musí mít dopravce v závazku veřejné služby již odježděno nejméně tolik kilometrů, kolik činí objem soutěžené zakázky.
Transparency International upozornila na střet zájmů spočívající v tom, že Jiří Vařil a František Chlouba, spojení se společností BusLine a. s. (bývalý předseda představenstva a aktuální místopředseda dozorčí rady), pracují pro krajský dopravní výbor (za KSČM a hnutí Starostové) a jejich jednání, zejména doporučení k podmínkám výběrového řízení, údajně nasvědčuje protežování firmy BusLine. Jejich angažmá ve výboru kritizovala i iniciativa Změna pro Liberec a hrozila podáním trestního oznámení. Proti výběrovému řízení, poznamenanému prorůstáním politiky do byznysu s veřejnými financemi, a možnému vlivu BusLine na zadávací podmínky vystoupila ČSAD Česká Lípa a. s., konkrétně její předseda představenstva David Mahdal. František Chlouba oponoval, že jako člen výboru má pouze poradní hlas, není-li zastupitelem. Jiří Vařil obvinil členy výboru ze Změny pro Liberec z osobní nenávisti, diletantismu a exhibicionismu. Vyčetl jim, že například prosazovali, aby se soutěž otevřela také pro firmy se čtrnáct let starými autobusy. Zadávací podmínky v krajském zastupitelstvu podpořilo hnutí Starostové, jehož členem je František Chlouba. Předseda dopravního výboru Ivan Kunetka (Změna pro Liberec) uvedl, že výsledný návrh dopravního výboru, schválený v zastupitelstvu těsnou většinou, se lišil od toho, na čem se Změna se Starosty předtím domluvila v krajské radě.
ARRIVA holding Česká republika s.r.o. uplatnila u Úřadu pro ochranu hospodářské soutěže námitky k zadávacími řízení. Podle iDnes.cz podala podnět společnost Transcentrum bus ze skupiny Arriva.
ÚOHS vydal předběžné opatření, které zakazuje Libereckému kraji uzavřít smlouvu s vybranými uchazeči, poté však námitky zamítl a ARRIVA proti rozhodnutí podala v únoru 2013 rozklad. Rozklad má odkladný účinek, tedy dokud nebyl pravomocně vyřízen, platilo předběžné opatření. V červnu 2013 již média psala o rozkladu jako o zamítnutém, resp. odmítnutém pro neodůvodněnost námitek.
Kritizován byl například požadavek, že dopravce musí již v nabídce, tedy prakticky dva roky před zahájením provozu, prokázat, že má v kraji potřebné zázemí, a také požadavek, že již v době podání nabídky musí mít dopravce zajištěné autobusy, alespoň smlouvami o smlouvách budoucích. Šéf Abellio CZ Petr Moravec to označil za diskriminační požadavek, kvůli jakému by v zahraničí byl takový tendr okamžitě zrušen. Martin Půta, lídr hnutí Starostové v Libereckém kraji, řekl, že v podmínkách jsou naprosto nadbytečné kvalifikační podmínky, které ukazují, že je vše směřováno k tomu, aby se přihlásilo co nejméně firem. Jan Konopásek z ČSAD Liberec a. s. uvedl, že v podmínkách jsou příliš vysoké požadavky na počet dosud ujetých kilometrů v závazku veřejné služby, které nimž jeho společnost nemá šanci podmínky splnit. Jednatel společnosti Transcentrum Bus Martin Bělovský kritizoval, že přes třicet procent v hodnocení zakázky záleží na subjektivním rozhodnutí komise.
Jiří Hruboň, pověřený řízením KORID LK, a mluvčí kraje Květa Šírová podmínky obhajovali. Jiří Hruboň uvedl, že kdyby umožnili účast i miniaturních dopravců s málo najetými kilometry nebo těch, kdo autobusy vůbec nemají, zbytečně by ohrozili fungování veřejné dopravy v kraji.
Protikorupční občanský web Náš Liberec uvedl, že BusLine má řadu spojenců mezi politiky KSČM, ČSSD či ODS, v Busline podle něj působil i PR pracovník liberecké ODS a publicista médií firmy Syner Zdeněk Soudný.
Lhůta pro podání nabídek v zadávacím řízení byla prodloužena až do 2. září 2013, poté do října a poté o další měsíc do 5. listopadu. Na základě námitek k zadávacím podmínkám, které kraj obdržel 20. listopadu 2013, zadavatel dodatečně upřesnil některé body zadávací dokumentace a koncem listopadu 2013 prodloužil lhůtu pro podání nabídek do 2. ledna 2014.
Začátkem července 2013 se do výběrového řízení hlásilo "na 9" velkých dopravních společností, iDnes v téže době uváděla, že zájemců bude zřejmě přes 10.
Termín pro podání nabídek byl kvůli námitkám a úpravám tendru postupně desetkrát posunut. V listopadu či prosinci 2013 zadání soutěže napadla u ÚOHS BDS-BUS, která chtěla zabránit otevírání nabídek. Tomu ÚOHS nezabránil, avšak předběžným opatřením 8. ledna 2014 zakázal uzavřít smlouvy s dopravci.
Podle informace z poloviny ledna 2014 probíhal výběr dopravců podle plánu. Podle informace z ledna 2014 přišlo celkem 13 nabídek od 9 dopravců, v nichž dopravci nabízejí ceny v rozsahu od 25,74 Kč/km do 31,13 Kč/km, což je méně než 31,50 Kč/km, které kraj dopravcům vyplácí dosud. Bylo podáno 6 nabídek pro oblast Západ, 5 nabídek pro oblast Sever a 2 nabídky pro oblast Východ. Všichni podavatelé nabídek splnili podmínky zadávacího řízení. V lednu 2014 Stanislava Jakešová, jednatelka Korid LK, uvedla, že vítěz by mohl být znám vítěz do konce března 2014 a pokud antimonopolní úřad do dubna rozhodne a bude možné uzavřít smlouvy, nemělo by být zajištění dopravy novými dopravci od prosince 2014 ohroženo. Hejtman ale vyjádřil obavu, že ÚOHS nemá stanoveny žádné lhůty. 25. února 2014 hodnoticí komise potvrdila, že všichni uchazeči prokázali splnění kvalifikace.
24. března 2014 rada kraje rozhodla o vyloučení uchazeče ČSAD Vsetín a.s. z účasti v soutěži o oblast Západ kvůli nedodání bankovní záruky. 29. dubna 2014 se rada kraje rozhodla nevyhovět námitkám dopravce proti vyloučení.
15. dubna 2014 byl výbor dopravy krajského zastupitelstva informován, že na základě posudku z ČVUT byli vyloučeni dopravci s nejnižšími nabídkami a že tomuto vyloučení předcházela výzva s tím, aby nízkou nabídku obhájili, avšak
obhajoba dopravců nebyla výběrovou komisí akceptována. Až 14. srpna 2014 média oznámila, že se kraj rozhodl vyloučit (dle pozdější reakce kraje tak rada kraje rozhodla 12. srpna 2014) nabídky, kde cena byla třeba i jen nepatrně (o 0,20 Kč) nižší než byl odhad ideální ceny v posudku ČVUT. Vyloučena tak byla nabídka ČSAD Slaný pro oblast Západ, ČSAD Ústí nad Orlicí pro oblasti Sever a Východ (v oblasti Východ se umístila jako první) a BusLine pro oblast Východ, kde se umístila jako druhá. Hodnotící komise prý měla pochybnost, že by při takových cenách byli schopni po dobu deseti let dopravu zajišťovat a udržet i komfort cestování. Kraj předpokládá, že se dopravci odvolají. Hejtman Martin Půta uvedl, že osobně s tímto názorem nesouhlasí, ale že rada kraje musela rozhodnout podle doporučení výběrové komise, když nenašla žádný chybný postup komise. Zdeněk Kratochvíl, generální ředitel společnosti ICOM transport, do jejíž skupiny patří vyloučené společnosti ČSAD Ústí nad Orlicí a ČSAD Slaný (jejich nabídky byly v rozmezí od 25,87 do 27,47 Kč/km), řekl ČTK, že vyloučení nejlevnějších nabídek popírá princip veřejné soutěže a Liberecký kraj tím může přijít o více než sto milionů korun, že dopravci ICOM za ty peníze skutečně umějí jezdit a že jsou připraveni se proti rozhodnutí odvolat. Liberecký kraj na společné vyjádření společností ČSAD Slaný a ČSAD Ústí nad Orlicí reagoval tiskovým prohlášením, v němž zdůraznil, že posouzení problematiky mimořádně nízké nabídkové ceny je ve výlučné kompetenci hodnotící komise, a ta posoudila zdůvodnění nabídkových cen poskytnuté uvedenými uchazeči jako neopodstatněné. Hejtman ve vyjádření kraje označil vyjádření dopravců za předčasná, protože ještě nevyčerpali veškeré instituty pro přezkum rozhodnutí. V době, kdy rada kraje rozhodla o vyloučení nabídek, však již existovaly nové posudky ČVUT, zadané krajem, které nabízené ceny již neoznačovaly za nepřiměřeně nízké. Proti vyloučení firem protestovaly
externí odbornice a dva zástupci krajské dopravní organizace Korid.
Úřad pro ochranu hospodářské soutěže 28. května 2014 konstatoval porušení zásady transparentnosti a zákazu diskriminace, rozhodl o zrušení zadávacího řízení a kraji uložil povinnost zaplatit náklady řízení ve výši 30 tisíc Kč. Důvodem bylo, že zadavetel v oznámení o zakázce odeslaném do Věstníku veřejných zakázek v roce 2012 požadoval předložit doklad o oprávnění k podnikání odpovídající předmětu veřejné zakázky ne starší 90 kalendářních dnů, aniž by pro tento požadavek byla dána opora v Zákoně o veřejných zakázkách. Jako účastníci řízení byli v rozhodnutí uvedeny Liberecký kraj a BDS-BUS. Rada Libereckého kraje 5. června 2014 přijala stanovisko, že rozhodnutí ÚOHS je nedůvodné a argumentace v něm obsažená je nedostatečná a nepřezkoumatelná, a rozhodla o podání rozkladu, přičemž rozkladu by podle ní mělo být vyhověno i s ohledem na dřívější rozhodnutí předsedy ÚOHS o rozkladu v obdobné věci. Rada kraje tvrdí, že tato „formální nepřesnost“ byla následně opravena a že ÚOHS své rozhodnutí postavil ryze na formální (administrativní) nepřesnosti zadavatele, která nebyla schopna materiálně ovlivnit průběh zadávacího řízení, narušit transparentnost zadávacího řízení, ani jakkoliv diskriminovat potenciální uchazeče. Pokud by se rozhodnutí stalo pravomocným, lze podle rady zahájit nové řízení neprodleně, ale muselo by se uvažovat s případným ukončením soutěže nejdříve za dva roky.
Krajské protikorupční pracoviště o. p. s. vydalo 25. srpna 2014 stanovisko k zakázce, v němž vyjmenovalo dvacet sporných bodů a označilo zakázku za zmanipulovanou. Ředitelka Daniela Fialová uvedla, že problematických míst je v této zakázce tolik, že nemůže jít o náhodu, ale o záměrnou manipulaci, která by nebyla možná bez aktivní spoluúčasti některých krajských politiků či úředníků. Poukazuje na činnost Jiřího Vařila (KSČM) a Františka Chlouby (SLK), spjatých s BusLine a. s., v dopravním výboru kraje, na zatajování informací radním Vladimírem Mastníkem (SLK), nečinnost kraje vůči námitkám BDS-BUS, zatajování a ignorování novějších posudků ČVUT, opomenutí výpovědi smlouvy o IDOL se stávajícími dopravci a zatajení tohoto problému při vyhlašování poptávkového řízení, poukazuje na to, že pro vyloučení uchazečů hlasovali v komisi její političtí členové, poukazuje na nekonzistenci postoje SLK k administrující společnosti HVH-Legal s.r.o., nelogické vymezení oblasti Východ zahrnující dva okresy atd. Stanovisko procesu od nástupu nové koalice vytýkalo 20 problematických míst:
Kraj požádal o prošetření těchto tvrzení vrchní státní zástupkyni Lenku Bradáčovou. Začátkem září 2014 má rada kraje o zrušení soutěže a podle hejtmana není pochyb, že zakázku zruší, protože se podle něj v současné době se ukazuje jako nemožné, aby ze soutěže vzešel legitimní, nezpochybnitelný vítěz.

### Náhradní řešení
Poté, co kraj seznal, že nebude moci včas uzavřít smlouvy s vybranými uchazeči, vyhlásil 21. června 2014 „Průzkum trhu - Zajištění dopravní obslužnosti Libereckého kraje veřejnou linkovou dopravou od 14. 12. 2014 na období 2 let“, obsahující další modifikaci zadávacích podmínek.
- Oblast Západ: předpokládaný dopravní výkon 2 972 159 km/rok (2 674 943 km/rok – 3 269 375 km/rok) s tím, že nad rámec zadání mohou být k oblasti přiřazeny linky z Nového Boru a z Jablonného do Prahy, což má být rozhodnuto do 30. 9. 2014. Zadání počítá v průměrný školní den se 65 vozidly a 70 řidiči, v průměrný prázdninový pracovní den se 45 vozidly a cca 50 řidiči, o průměrné sobotě s 9 vozidly a 9 řidiči a o průměrné neděli s 11 vozidly a 12 řidiči. Celkem zadání počítá se 70 autobusy (z toho 5 náhradními), z toho 1 velký V3 (obsaditelnost 90 lidí), 15 velkých V2 (pro 80), 39 velkých V1 (pro 70), 11 středních S (pro 50), 2 malé M2 (pro 30) a 2 malé M1 (pro 20 osob), navíc jeden cyklovlek pro 30 kol. Do oblasti patří 4 zastávky I. třídy (významné přestupní uzly) a 32 zastávek II. třídy (zastávky v centrech obcí a na území měst).
- Oblast Sever: předpokládaný dopravní výkon 3 502 923 km/rok (3 152 631 km/rok – 3 853 215 km/rok). Zadání počítá v průměrný školní den se 58 vozidly a 70 řidiči, v průměrný prázdninový pracovní den s 50 vozidly a 60 řidiči, o průměrné sobotě s 12 vozidly a 13 řidiči a o průměrné neděli s 13 vozidly a 14 řidiči. Celkem zadání počítá s 63 autobusy (z toho 5 náhradními), z toho 2 velké V3 (pro 90 lidí), 27 velkých V2 (pro 80), 19 velkých V1 (pro 70), 8 středních S (pro 50), 6 malých M2 (pro 30) a 1 malý M1 (pro 20 osob), navíc 2 cyklovleky pro 30 kol. Do oblasti patří 5 zastávek I. třídy (významné přestupní uzly) a 33 zastávek II. třídy (zastávky v centrech obcí a na území měst).
- Oblast Východ: předpokládaný dopravní výkon 5 475 568 km/rok (4 928 011 km/rok – 6 023 125 km/rok) s tím, že nad rámec zadání mohou být k oblasti přiřazeny linky z Rokytnice a Horních Míseček do Prahy, což má být rozhodnuto do 30. 9. 2014. Zadání počítá v průměrný školní den s cca 98 vozidly a 108 řidiči, v průměrný prázdninový pracovní den s 90 vozidly a 99 řidiči, o průměrné sobotě se 14 vozidly a 17 řidiči a o průměrné neděli s 16 vozidly a 18 řidiči. Celkem zadání počítá se 107 autobusy (z toho 8 náhradními), z toho 3 velké V3 (pro 90 lidí), 58 velkých V2 (pro 80), 22 velkých V1 (pro 70), 14 středních S (pro 50), 9 malých M2 (pro 30) a 1 malý M1 (pro 20 osob), navíc jeden cyklovlek pro 30 kol. Do oblasti patří 9 zastávek I. třídy (významné přestupní uzly) a 69 zastávek II. třídy (zastávky v centrech obcí a na území měst).[30]

Kvůli dosud nepravomocnému zrušení výběrového řízení rada kraje 14. srpna 2014 doporučila zastupitelstvu prodloužit smlouvy se stávajícími dopravci o dva roky s šestiměsíční výpovědní lhůtou vzhledem k tomu, že dopravci nabídli nižší ceny, než za jaké dosud jezdí.
Rada kraje vyloučila z dalšího jednání jiné než dosavadní dopravce a chystala se zakázku udělit skrze
jednací řízení bez uveřejnění (JŘBÚ). O dalším postupu mělo zastupitelstvo kraje rozhodnout v úterý 26. 8. 2014.
Výsledkem zrušení výběrového řízení a výběru původního dopravce v náhradním poptávkovém řízení je mimo jiné ten, že – krom vyloučení nejlevnější nabídky – i stávající dopravce BusLine má v oblasti Východ jezdit za 30,57 Kč/km, které nabídl v poptávkovém řízení, místo 27,52 Kč/km, které nabídl v řízení na 10 let.

### Technické a provozní standardy
Požadavky v původním výběrovém řízení měly klást důraz na přepravu vozíčkářů, seniorů a osob se sníženou pohyblivostí, matek s kočárky a osob s nadměrnou velikostí. Část vozidel, na spojích garantovaných v jízdních řádech, má být nízkopodlažní, vozidla mají mít akustické hlášení pro nevidomé, signalizační tlačítka a záchytné prvky pro vozíčkáře a měla být stanovena minimální rozteč sedadel. Ve vozidlech s převážnou přepravou dětí měly být požadovány bezpečnostní pásy. Signalizační tlačítka byla požadována ve výšce dosažitelné i dětmi. Vozidla mají splňovat emisní normy EURO 5,  jednotlivé autobusy nesmějí být starší 12 let a průměrné stáří autobusů nesmí přesahovat 6 let. Mají být zajištěny informace o pohybu vozidla v reálném čase, vozidla mají být vybavena informačními panely viditelnými minimálně ze dvou stran vozidla, vnitřními informačními panely a akustickými hlášeními. Tvorba jízdních řádů má být přenesena na KORID LK s důrazem na přestupní vazby. Vozy mají být klimatizované.
Průměrné stáří vozidel dopravce v IDOL (nepočítaje do toho zálohové vozy) nesmí být vyšší než 8 let, žádný z autobusů (ani zálohový) nesmí být starší 16 let.
Jako standardní je požadováno centrální ovládání dveří (vozidla delší než 9 metrů musí mít nejméně dvoje, kloubové autobusy nejméně troje), elektronické odbavovací zařízení, signalizační zařízení ve vozidle, klimatická a světelná pohoda, zádržná zařízení pro invalidní vozíky, prostor pro minimálně jeden kočárek, dvě vyznačená místa pro osoby se sníženou schopností pohybu nebo orientace, dobrý technický stav, informační vitriny a schránka na letáky, informační piktogramy a materiály.
Technické a provozní standardy IDOL pro smlouvu od 14. 12. 2014 na období 2 let vyžadují:
- podíl nízkopodlažních (low entry) vozů 20 %
- podíl vozídel s elektronickou vnější přední tabulí 50 % na počátku, 60 % v roce 2016 (musí zahrnovat všechna vozidla registrovaná po 30. 9. 2014). Panel má mít plochu minimálně 1430 × 185 mm s rozlišením minimálně 140 × 19 bodů.
- podíl vozídel s elektronickou vnější boční tabulí 10 % na počátku, 20 % v roce 2016 (musí zahrnovat vozidla registrovaná po 30. 9. 2014). Panel má mít plochu minimálně 1200 × 185 mm s rozlišením minimálně 120 × 19 bodů.
- elektronická zadní tabule je považována za nadstandardní. Panel má mít plochu minimálně 310 × 185 mm s rozlišením minimálně 28 × 19 bodů.

Vozidla bez vnějších elektronických tabulí musejí být vybavena informační tabuli (přední, boční) s číslem linky a tabuli s výchozí a konečnou zastávkou, případně s upřesněním směru (přední a boční). Tato tabule musí být viditelná ve dne i v noci.
Za nadstandardní je považována například klimatizace, elektronický akustický informační systém, akustický informační systém pro nevidomé, vnitřní vizuální informační systém, zobrazovač času a zóny, zadní tabule nebo elektronický panel s číslem linky, a procentně vyžadované vybavení nad vyžadovaný podíl, přičemž dopravce při průzkumu trhu mohl uvést cenu za vozidlo a rok za toto nadstandardní vybavení. Požadavek na minimální průchozí šířku dveří 70 cm byl v nové verzi podmínek zúžen na nová vozidla. KORID může z jednotlivých požadavků udělit výjimku, například v případě mikrobusů a speciálních vozidel.
Podmínky nevyžadují klimatizovaná vozidla, požadují ale takový technický stav vozidla, aby bylo možné otevření a uzavření všech oken a větracích průduchů k tomu konstrukčně určených, a povinnost temperovat vozidlo, pokud vnější teplota vzduchu poklesne pod +10 °C, popřípadě dle uvážení řidiče nebo na žádost cestujících.
Palubní informační systém musí zahrnovat palubní počítač s certifikovaným odbavovacím systémem, systém pro lokalizaci vozidla a systém pro online datové i propojení s místem centrálního zpracování (včetně hlasového propojení s dispečinkem) a informační systém pro cestující. Podmínky uvádějí že jediným certifikovaným odbavovacím systémem je odbavovací zařízení dodavatele EM TEST ČR,s.r.o. typu MIJOLA EM 126i s příslušenstvím a SW aplikací IDOL pro 2 IDS („IREDO/IDOL“).
Zadávací podmínky zavádějí specifickou terminologii pro zastávkovou péči. Označník zastávky se skládá ze zastávkového sloupku a „hlavy označníku“, přičemž zastávkový sloupek je dále v textu alternován termínem „stojan označníku zastávky“. „Hlava zastávky“ (zřejmě má být synonymní s „hlavou označníku“) se skládá e „značky zastávky“ a „dodatkové tabulky“, „informační panel“ je označení vývěsné tabule pro jízdní řády, „zřizovatel označníku“ je dopravce v dané oblasti a „správce označníku“ je „vlastník označníku“ nebo jím pověřená osoba. Zastávka je dle podmínek místo… „v jednom nebo více směrech jízdy“ a „na jedné zastávce se může vyskytovat jeden i více označníků“. Správa zastávek (čímž se rozumí správa označníků zastávek a informačních panelů zastávek) ve vymezené oblasti je podle podmínek odpovědností dopravce, zatímco o ostatní části zastávky se stará příslušná obec.
Zastávky jsou kategorizovány do 2 skupin (A – zastávky s MHD, B – ostatní) a 3 tříd (I – významné přestupní uzly, II – významné zastávky v centrech obcí a ve městech, III – méně významné zastávky ve městech a zastávky na okrajích obcí), přičemž zastávky tříd I a II vyjmenovává příloha podmínek. Pro všechny typy zastávek podmínky předpokládají jako základní typ zastávkového sloupku tyč upevněnou do standardní patky určené pro upevnění dopravního značení, pevně ukotvené v zemi, s poukazem na požadavky ČSN 73 6425-1 a vyhlášky 30/2001 Sb. Vzor v podmínkách uvádí značku IJ4b, přičemž neuvádí, zda a jaký symbol má být do značky ve smyslu vyhlášky doplněn.
Na zastávkách I. a II. třídy podmínky vyžadují těsně pod značkou zastávky namontovat nebo nalepit dodatkovou tabulku standardizovaných rozměrů a vzhledu, obsahující název zastávky, logo IDOL, název zóny, čísla linek a trasy, popřípadě informaci o zastávce na znamení apod. Text má být umístěn ve formě samolepicí fólie buď vcelku, nebo po jednotlivých pásech, s požadavkem trvanlivosti minimálně 3 roky. Dodatková tabulka má být vytištěna na nereflexní bílé neprůhledné samolepicí fólii. Pro zastávky III. třídy podmínky žádné požadavky nad rámec obecně závazných předpisů nekladou.
Vzhled a vybavení každé zastávky IDOL (povinné minimální vybavení pro danou třídu zastávky a nutnost oprav nebo doplnění jejího vybavení) musejí být dopravcem nebo jím pověřenou osobou kontrolovány minimálně jednou za pololetí, u zastávek II. třídy jednou za čtvrtletí, u zastávek III. třídy jednou za měsíc. Chybějící nebo nečitelné jízdní řády musejí být doplněny do 4 pracovních dnů po zjištění, u zastávek I. a II. třídy do 2 pracovních dnů. pro výřezy z plánu sítě linek a pro souhrnný přehled odjezdů je termín 5 pracovních dnů, v zastávkách III. třídy 10 pracovních dnů. Zřizovatel označníku zastávky (správce označníku) musí vést prokazatelným způsobem záznamy o kontrolách zastávek.
Podmínky stanoví, že vlastník nebo správce označníku a informačního panelu musí na informační panel umožnit bezplatné umístění jízdních řádů všech linek zastavujících na dané zastávce bez ohledu na to, který dopravce linky provozuje, a stanoví, že jízdní řády se na panel umisťují seřazené podle čísel linek. Kromě umístění jízdních řádů má velikost informačního panelu počítat též s umístěním aktuální tarifní sítě (na všech zastávkách), plánu sítě linek (na zastávkách I. a II. třídy) a souhrnu odjezdů spojů pro vybrané směry (relace) na zastávkách I. třídy.
Podmínky předpokládají plošné on-line sledování polohy vozidel a nepovolují z žádné zastávky dřívější odjezd, než je stanoven jízdním řádem.
Požadavky na dispečink dopravců, který má být v provozu minimálně po celou dobu provozu spojí, platí až od roku 2016. Od 6 do 18 musí být dispečink dopravce provozován v jeho prostorách, ve zbylou dobu může být telefonní číslo přesměrováno na dispečera, který drží pohotovost na telefonu. Nástroje dispečerského řízení zajišťuje koordinátor.
Informační kanceláře IDOL mají provozovat dopravci sami nebo prostřednictvím smluvního partnera ve svých oblastech. Každá z oblastí má jednu informační kancelář kategorie A (60 hodin v týdnu, denně), a jednu až čtyři informační kanceláře kategorie B (nejméně 20 hodin v týdnu v nejméně 3 dnech).
Od servisního personálu (řidičů a pracovníků informačních kanceláří) požadavky vyžadují odbornou připravenost a schopnosti (a proškolení ze znalostí IDOL nejméně jednou do roka) a stejnokroj odpovídající výkonu služby a jmenovku nebo služební číslo podle standardů dopravce.
Podmínky obsahují sazebník sankcí vůči dopravcům, přičemž do sazebníku nejsou zahrnuty některé závady, které může pokutovat dopravní úřad v rámci dopravního dozoru, přičemž u některých z nich sazebník uvádí, v jaké výši bude organizátor výši sankce standardně navrhovat.

### Majetkový vstup kraje do ČSAD Liberec
29. srpna 2017 zastupitelstvo kraje schválilo majetkový vstup kraje do dopravce ČSAD Liberec a.s. (86 % akcií ČSAD Liberec má koupit za necelých 16 milionů korun) a kraj vyjádřil připravenost jednat i s dalšími dopravci o majetkovém vstupu. Podle zprávy zveřejněné krajem je jediným důvodem zájem Libereckého kraje zajistit stabilní dopravní obslužnost za přijatelné ceny. O záměru zřízení vlastního dopravce začal Liberecký kraj uvažovat v době průtahů a obstrukcí u veřejných zakázek na zajištění autobusové dopravy na základě zkušenosti, že při současné legislativě, způsobu a termínech rozhodování ÚOHS není možné v reálných lhůtách standardně vysoutěžit dopravce. Ředitel BusLine Radek Chobot i šéf odborů BusLine Jiří Kuchyňka rozeslali před jednáním zastupitelstva komentáře, ve kterém postup kraje označují za nepřípustné obcházení zákona o zadávání veřejných zakázek.

## Autobusová nádraží a stanoviště
Autobusová nádraží se nacházejí ve městech Liberec, Frýdlant, Hodkovice nad Mohelkou, Hrádek nad Nisou, Chrastava, Česká Lípa, Dubá, Nový Bor, Jablonec nad Nisou, Železný Brod, Semily, Harrachov, Jilemnice, Lomnice nad Popelkou a Turnov. V některých místech, například v Turnově či Tanvaldu, byly zřízeny nové autobusové terminály v sousedství železničních nádraží.